# IPv9
IPv9 foi apresentado inicialmente como uma norma de Protocolo de Internet ainda pouco conhecida e desenvolvida na China.
No entanto, na verdade, o IPv9 é um mal entendido que se espalhou na mídia internacional em 2004 e não tem fundo de verdade. Segundo o que foi inveridicamente anunciado na ocasião, o protocolo diferiria de os outros protocolos IPv4 (32 bits) e IPv6 (128 bits) pelo fato de suportar endereços de 256 bits. O futuro deste protocolo é hoje em dia questionado e actualmente não é um protocolo padrão nem reconhecido pela entidade que regula os endereços de Internet, a Internet Assigned Numbers Authority (IANA).
Aparentemente este Protocolo pouco divulgado é utilizado pela Agência Nacional de Defesa da China e entre outras organizações Chinesas, já tendo sido temporariamente abandonado pelas autoridades do país.
O protocolo IPV9 suportaria endereços de 256 bits e não os 128 bits suportados pelo IPV6.